# جيمس غودال (سياسي)
جيمس غودال هو سياسي نيوزيلندي، ولد في 1860، وتوفي في 22 سبتمبر 1942. نشط حزبياً في حزب العمال النيوزيلندي.